# Andrzej Mioduszewski
Andrzej Tadeusz Mioduszewski (ur. 26 września 1955 w Grudziądzu) – polski przedsiębiorca, samorządowiec i polityk związany z PiS, senator IX kadencji.

## Życiorys
Z wykształcenia politolog, ukończył w 2014 studia licencjackie w Wyższej Szkole Demokracji w Grudziądzu. Pracował w PSS „Społem”, w 1980 współtworzył lokalne struktury NSZZ „Solidarność”, był członkiem zarządu lokalnego MKZ. Od 1982 do 1990 był kierownikiem pawilonu handlowego Rzemieślniczego Domu Towarowego w Gdańsku. Po 1989 zajął się prowadzeniem własnej działalności gospodarczej.
Wstąpił do Prawa i Sprawiedliwości, wszedł w skład miejskich władz tej partii. W 2014 uzyskał mandat radnego miejskiego w Grudziądzu.
W wyborach parlamentarnych w 2015 kandydował do Senatu z ramienia Prawa i Sprawiedliwości w okręgu wyborczym nr 12. Został wybrany na senatora, otrzymując 37 790 głosów (35,43%), pokonał  m.in. dotychczasowego senatora Michała Wojtczaka z PO (33,14%) oraz Ryszarda Bobera z PSL (22,47%). W 2019 nie uzyskał senackiej reelekcji.
Andrzej Mioduszewski jest żonaty, ma dwoje dzieci.